# Дзвончик, Иосиф Анисимович
Иосиф Анисимович (Онисимович) Дзвончик (англ. Joseph Dzvonchik, пол. Józef Dzwonczyk; 8 (20) января 1888, село Лосе, ныне Малопольское воеводство, Польша — 6 марта 1966, город Элизабет, штат Нью-Джерси, США) — священнослужитель Русской православной церкви, митрофорный протоиерей, управляющий делами Экзархата Московской патриархии в США.

## Биография
Родился в 1888 году в Галиции (Австро-Венгрия) в крестьянской семье.
В 1888 году семья Иосифа выехала в США. Иосиф воспитывался при храме святого Иоанна Предтечи в городе Мейфилд (штат Пенсильвания), был алтарником-пономарём, затем певчим; ходил в городскую школу.
После получения общего среднего образования был направлен в 1903 году епископом Алеутским и Североамериканским Тихоном (Беллавиным) на учёбу в Житомирское духовное училище.
Рапортом от 3 (16) февраля 1905 года за № 329 преосвященный Волынский Антоний (Храповицкий) донёс Святейшему Синоду, что воспитанники первого класса Волынской духовной семинарии Иосиф Дзвончик и Иван Адамяк отчислены за неблагонадёжность в поведении и малоуспешность в учебе и отправлены назад в Америку, так как Правление семинарии признало их пребывание в учебном заведении вредным.
В 1906 году Дзвончик продолжил своё богословское образование в духовной семинарии в Миннеаполисе (штат Миннесота). По окончании Миннеаполисской духовной семинарии в 1911 году вступил в брак с Еленой Репич.
19 июля 1911 года рукоположен епископом Аляскинским Александром (Немоловским) во диакона в Свято-Николаевском соборе Нью-Йорка, на следующий день — во иерея архиепископом Платоном (Рождественским) в храме Свято-Тихоновского монастыря.
Пастырское служение начал на приходе в городе Бруксайд (штат Алабама). Более 40 лет служил на разных приходах Русской Церкви в Северной Америке. С целью оказывать действенную юридическую помощь приходам поступил на курсы по адвокатуре в юридический колледж в городе Янгстаун (шт. Огайо) и по социальным наукам — в Уэстерн-Резерв-колледж в Кливленде. При многих храмах создавал воскресные школы, преподавал в них Закон Божий и русский язык. В 1926 году участвовал в создании «Федерации русских клубов молодых людей».
В 1932 году стал членом Митрополичьего совета Русской православной греко-кафолической церкви в Америке (Северо-Американской митрополии), с 1934 по 1947 год — секретарь этого совета.
В 1945 году сопровождал епископа Алеутского и Аляскинского Алексия (Пантелеева) в поездке в Москву на Поместный Собор РПЦ, где встречался с Патриархом Московским и всея Руси Алексием I. По возвращении в США вызвал недовольство советских властей, сделав заявление об отсутствии религиозной свободы в Советском Союзе. Однако, на Кливлендском соборе 1946 года выступил за воссоединение с Московской патриархией и в 1948 году перешёл в её юрисдикцию. Назначен настоятелем кафедрального Николаевского собора новосозданного зкзархата Северной и Южной Америки Русской православной церкви.
Сопровождал экзарха Московской патриархии в Северной и Южной Америке архиепископа Алеутского и Северо-Американского Макария на праздновании 500-летия автокефалии Русской православной церкви в Москве в 1948 году.
До 1958 года оставался настоятелем собора, занимаясь судебным процессом по поводу права собственности на него между приходской общиной в юрисдикции Московской патриархии и Северо-Американской митрополией (той её части, которая вместе с Феофилом (Пашковским) отказалась принять решения Кливлендского собора). Вызывал неудовольствие функционеров Совета по делам Русской православной церкви при Совете Министров СССР, подозревавшим его в преднамеренном разрушении нормальной работы Американского экзархата Московской патриархии в связи с конфликтом между архиепископом Макарием (Ильинским) и архиепископом Адамом (Филипповским).
9 сентября 1960 года за ревностную церковную службу в Американском экзархате и «во внимание к церковным заслугам перед Матерью-Церковью» был награждён Патриаршим крестом и орденом святого князя Владимира первой степени.
В 1960 году переведён настоятелем из Нью-Йорка в Петропавловский приход города Элизабет (штат Нью-Джерси).
Умер 6 марта 1966 года, будучи митрофорным протоиереем, настоятелем Петропавловского собора в г. Элизабет (штат Нью-Джерси).

## Публикации
- Приветствие от Экзархата Московской Патриархии в Америке [по поводу торжеств 500-летия автокефалии Русской Православной Церкви] // Журнал Московской Патриархии. М., 1948. № 9. стр. 7-8. (в соавторстве)
- Телеграмма из Америки // Журнал Московской Патриархии. М., 1954. № 8. стр. 6. (в соавторстве)
- Приезд делегации от приходов Экзархата Московской Патриархии в Америке // Журнал Московской Патриархии. М., 1956. № 1. стр. 20-21 (в соавторстве)